# 블러드스테인드: 리추얼 오브 더 나이트
《블러드스테인드: 리추얼 오브 더 나이트》(Bloodstained: Ritual of the Night)은 아트플레이가 개발하고 505 게임스가 배급한 액션 플랫폼 게임이다. 2019년 6월에 마이크로소프트 윈도우, 플레이스테이션 4, 엑스박스 원 및 닌텐도 스위치로 발매됐다.
《캐슬바니아》 시리즈 전 프로듀서였던 이가라시 코지가 지도한 작품으로, 2014년 코나미를 퇴사한 후 메트로배니아류 게임을 다시 제작하고 싶은 의도로 기획했다. 킥스타터를 통한 크라우드펀딩으로 약 550만 미국달러를 모아 당시 플랫폼에서 가장 많은 자금을 모은 운동으로 기록됐다. 개발에 《캐슬바니아》 시리즈에 관여한 주요인물들이 참가했는데, 야마네 미치루가 음악 작곡을 맡았고 원화가 코지마 아야미가 박스 아트를 그렸다.
《블러드스테인드》의 무대는 18세기 산업혁명기의 영국으로, 주인공 미리암은 연금술사들의 실험으로 악마의 힘을 부릴 수 있게 된 능력자 '샤드 링커'이다. 연금술 길드가 벌인 금단의 의식으로 소환된 지옥의 악마들이 세상을 어지럽히자, 미리암이 악마들의 성지를 침투해 그들을 물리치고 악마를 불러들인 근원을 파괴해 세계를 구원하는 것이 주된 이야기이다.
발매 후 이가라시가 이전에 제작한 작품 《캐슬바니아: 밤의 교향곡》와 호의적으로 비교되면서 샤드를 이용한 전략적 게임플레이와 유동적인 레벨 디자인을 꼽으면서 좋은 평판을 얻았다. 그러나 난삽한 그래픽을 포함한 기술적 문제나 닌텐도 스위치판의 불량이 문제로 꼽혔다.
이 게임이 발매되기 전 2018년 5월에는 인티 크리에이츠가 제작한 고전풍으로 재해석한 게임 《블러드스테인드: 커스 오브 더 문》이 출시된 바 있다.

## 개발
《블러드스테인드》는 코나미가에서 2001년부터 2010년까지 《캐슬바니아》 시리즈 프로듀서로 활동했던 이가라시 코지가 기획했다. 2014년 3월, 코나미의 운영방침에 만족하지 못한 이가라시는 퇴사를 하게 됐다.